# Gemeinschaftswerk Hattingen
Das Gemeinschaftswerk Hattingen (GWH) war ein Steinkohlekraftwerk an der Isenbergstraße in Hattingen.

## Gründung des Unternehmens »Gemeinschaftswerk Hattingen«
Nach Verhandlungen mit einzelnen Zechen und anderen Stromerzeugern sowie Angeboten der RWE über einen Strombezugsvertrag erkannte die Stadt Barmen zu Beginn des 20. Jahrhunderts, dass ihre Stromversorgung nur durch den Bau eines einfachen, aber modernen und erweiterungsfähigen Elektrizitätswerks kostengünstig gesichert werden könne. Zur gleichen Zeit plante auch die Elektrizitätswerk Westfalen AG zu Bochum, ein von mehreren westfälischen Landkreisen im Jahr 1906 gegründetes Unternehmen zur Versorgung der Bevölkerung mit Strom, eine Erweiterung ihrer Kraftwerkskapazitäten, um den bisherigen Strombezug aus Zechen durch eine gesicherte und zuverlässige Stromerzeugung in einem eigenen Kraftwerk zu ergänzen. Durch den gemeinschaftlichen Neubau und Betrieb versprachen sich die Stadt Barmen und die Elektrizitätswerk Westfalen AG eine höhere Wirtschaftlichkeit, weil die Leistung des neuen Kraftwerks auf den größeren Bedarf beider Eigentümer ausgelegt wäre und damit geringe spezifische Selbstkosten pro kWh zu erwarten seien. Der Vertragsabschluss zwischen der Stadt Barmen und der Elektrizitätswerk Westfalen AG über die gemeinsame Gesellschaft „Gemeinschaftswerk Hattingen“ erfolgte am 2. November 1910. Mit der Führung der Geschäfte für Bau und Betrieb wurde ein Vorstand eingesetzt, in den die Herren Direktor Max Krone, als sein Stellvertreter Oberingenieur Müller (beide Elektrizitätswerk Westfalen AG), Direktor Wilhelm zur Nieden und sein Stellvertreter Oberingenieur Chevalier (beide Stadt Barmen) vom Verwaltungsrat berufen wurden.

## Errichtung des Kraftwerks auf »grüner«Wiese
Schon in der Planungsphase des Kraftwerks wurde den Beteiligten bewusst, dass die ursprüngliche, vertraglich konzipierte Leistung von 6 MW nicht für den immer weiter steigenden Strombedarf ausreichen würde. Deshalb wurden fortlaufend Änderungen am Konzept vorgenommen, sodass die installierte elektrische Leistung erst auf 8,4 MW, dann auf 16,8 MW elektrisch erhöht wurde und einzelne Bauteile schon auf 40 MW im damals geplanten Endausbau ausgeführt wurden. Doch dieser Endausbau war auch nur ein vorläufiger. Nach Eingang der Angebote, Angebotsvergleich, Verhandlungen mit den Anbietern über Leistungsumfang, technische Ausführung einzelner Anlagenkomponenten und Garantien sowie Freigabe durch den GWH-Vorstand konnten die Aufträge im Jahr 1911 vergeben werden. Ergänzend wurde die Kraftübertragungsleitung von Hattingen nach Barmen beauftragt.
Als Baugelände war eine (»grüne«) Koppelwiese am Vogelsang, auf den Gemarkungen der Stadt Hattingen und der Gemeinde Winz  gelegen, zwischenzeitlich erworben worden. Baubeginn war der 1. Oktober 1911. Die Tiefbau- und Fundamentarbeiten wurden im Winter 1911/12 ausgeführt. Der Hochbau begann Mitte Februar 1912 und die Montage der Komponenten Ende Juni 1912. Aufträge erhielten mehr als 24 Unternehmen und auch zahlreiche Handwerker aus der Region. Auf der Baustelle waren zeitgleich bis zu 390 Bauarbeiter tätig. Inbetriebnahme und Probebetrieb wurden im November 1912 erfolgreich abgeschlossen. Erste Stromlieferungen des GWH erfolgten am 23. November 1912 an die Stadt Barmen und am 26. November 1912 an die Elektrizitätswerk Westfalen AG. Weitere Stromlieferungen an die über Energielieferverträge gebundenen Großabnehmer RWE und die Stadt Ronsdorf begannen Anfang Januar 1913.

## Betrieb während des Ersten Weltkriegs und in den Folgejahren
Während des Ersten Weltkriegs wurde ein Teil des Betriebspersonals eingezogen. Der Betrieb des GWH war durch Maschinenausfälle, verursacht durch die Verfeuerung minderwertiger Kohle, den Einsatz von qualitativ schlechtem Öl als Schmiermittel und ungeeigneten Ersatzstoffen sowie durch Bedienungsfehler durch ungeschultes Personal, zeitweise auf die Leistungsfähigkeit eines Turbogenerators beschränkt. Betriebseinschränkungen ergaben sich auch durch Generatorkurzschlüsse und Schäden an den Kesselrohren. Durch den unermüdlichen Einsatz des Betriebspersonals konnte die Stromversorgung jedoch sichergestellt werden. Nach dem Krieg wurde die Gesamtanlage einer durchgreifenden Instandsetzung unterzogen.
Durch Reparationsleistungen, den Verlust des Saar-Reviers und des oberschlesischen Reviers trat nach dem Krieg ein starker Kohlenmangel ein. Auch ein Bergarbeiterstreik im April 1919 verursachte Betriebsstörungen. Um die weniger nachgefragte gasarme Magerkohle verfeuern zu können, wurden vier weitere Kessel, je zwei von Steinmüller (1919) und Büttner (1920), aufgestellt und 1921 in Betrieb genommen. Damit waren 12 Kessel unterschiedlicher Bauart und Heizfläche mit jeweils separatem Saugzug und Blechschornstein im GWH installiert. Die installierte Leistung betrug 25 MW.

## Erweiterung 1922–1924
Die drei Großabnehmer Stadt Barmen, Elektrizitätswerk Westfalen AG und RWE hatten 1921 den Wunsch auf Erhöhung des bisherigen Strombezugs um zusammen 58 Mio. kWh signalisiert. Dafür wäre die Spitzenleistung des GWH auf eine installierte Leistung von 50 MW zu verdoppeln. Die Erweiterung wurde zwischen Mai 1922 und Ende 1924 realisiert. Die Bauarbeiten schritten in der ersten Hälfte 1923 nach der Ruhrbesetzung durch die Franzosen allerdings nur langsam voran und kamen, sobald die Franzosen in den Eisenbahnbetrieb an der Ruhr eingriffen, durch ausbleibende Lieferungen an Material für die Baustelle und Kohlen im Januar 1923 vollständig zum Erliegen. Langwierige Verhandlungen mit den französischen militärischen Kommandostellen ermöglichten es zumindest eine Zeitlang, Kohle mit einer werkseigenen, dafür neu angeschafften Lokomotive von den nahe gelegenen Zechen heranzuholen. Als der Eisenbahntransport nicht mehr möglich war, wurde die Kohle nachts mit Lastkraftwagen und Fuhrwerken durch die Zolllinie geschmuggelt, bis auch dieser Transport unterbunden wurde. Der vollständige Stillstand der Kesselanlagen trat am 19. Mai 1923 ein. Erst am 4. Dezember 1923 konnte der Betrieb wiederaufgenommen werden.

## Umwandlung des Gemeinschaftswerk Hattingen in eine GmbH
Am 16. November 1925 wurde das Gemeinschaftswerk Hattingen in eine GmbH umgewandelt. Die Geschäftsführung übernahm der bisherige Vorstand. Eigentümer der GmbH waren die Stadt Barmen und die aus der Elektrizitätswerk Westfalen AG durch Einbeziehung anderer Unternehmen entstandene Vereinigte Elektrizitätswerke Westfalen GmbH (VEW) mit neuem Firmensitz in Dortmund.

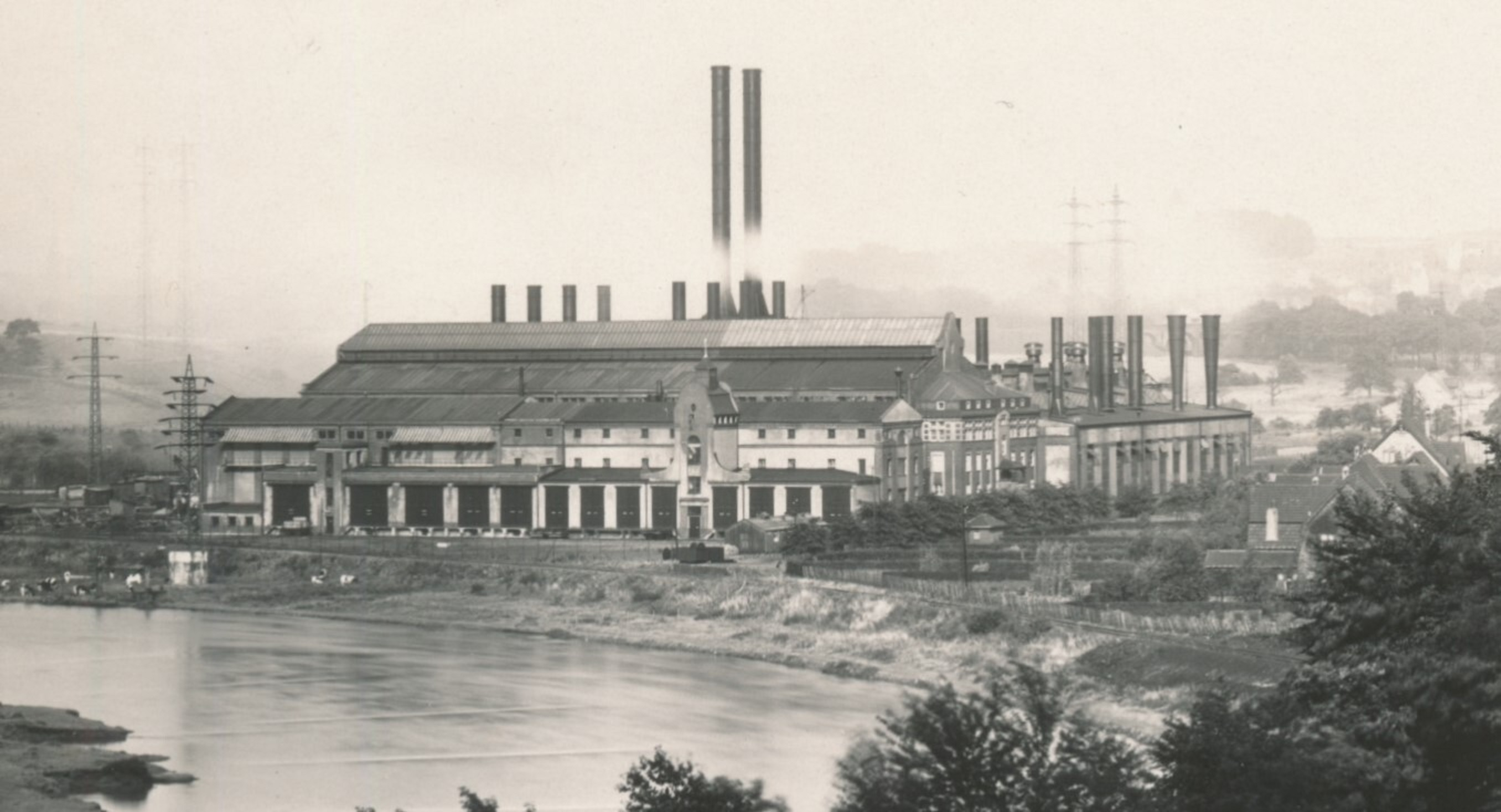
Gemeinschaftswerk Hattingen, aufgenommen vom Isernberg, um 1927

## Erweiterung 1926/27
Am 11. März 1926 wurde von den Gesellschaftern abermalig über die nächste Erweiterung des GWH um 25 MW auf 75 MW entschieden. Es wurde ein neuer Turbogenerator mit einer Leistung von 25 MW angeschafft, damals die größte 3000-tourige Maschine in Deutschland. Die Feuerung wurde in den Neuanlagen ausschließlich auf Kohlenstaubfeuerung von Magerfeinkohle ausgelegt. Vier neue Kessel mit zwei 60 m hohen Schornsteinen wurden errichtet. Die Kohleaufbereitung für die Staubfeuerung erfolgte über eine Zentralmahlanlage. Die Stromerzeugung aus dieser Erweiterung wurde am 16. Oktober 1927 aufgenommen.

## Weitere Entwicklung der Gemeinschaftswerk Hattingen GmbH
Ab 1928 war das Gemeinschaftswerk Hattingen mit der Zeche Alte Haase in Niedersprockhövel, die im Frühjahr 1926 von den VEW erworben worden war, über eine Seilbahn verbunden (Hattinger Luftbrücke). Doch bereits bei der Projektierung der Anlage baute sich Widerstand auf. Grundeigentümer verweigerten die Enteignung ihrer Grundstücke. Ein Bündnis von Hattinger Lehrern klagte: »Die Bahn würde den Frieden der grünen Wälder vernichten und das schöne Landschaftsbild zerstören.«. »Durch die beabsichtigte Linienführung der Seilbahn würde auch das erst einige Jahre alte Erholungsheim Haus Friede seinen Zweck verfehlen und eher alles andere als eine Erholungsstätte sein«, hieß es in einem der zahlreichen Leserbriefe, die damals nahezu täglich in der Hattinger Ausgabe der WAZ zu lesen waren. Trotz der Proteste wurden über 38 Jahre hinweg etwa 1,5 Mio. t Steinkohle von der Zeche zum GWH transportiert. Die Seilbahn wurde am 31. Mai 1964 stillgelegt.
1929 wird die aus den Nachbarstädten Barmen und Elberfeld neugebildete Stadt Wuppertal Rechtsnachfolgerin der Stadt Barmen und damit Gesellschafterin der Gemeinschaftswerk Hattingen GmbH.
Während des Zweiten Weltkriegs wurde das Werk wiederholt durch Brand- und Sprengbomben oder Beschuss durch Bordwaffen alliierter Flugzeuge beschädigt. Nach der Zerstörung der Sperrmauer der Möhnetalsperre am 16./17. Mai 1943 durch die Royal Air Force musste die Stromerzeugung für vier Stunden eingestellt werden. Am 12. April 1945 wurden die Werksanlagen durch Artilleriebeschuss stark beschädigt. Die Stromerzeugung konnte nach einer Woche neu aufgenommen werden.
1947 wird die Wuppertaler Stadtwerke AG als Rechtsnachfolgerin der Stadt Barmen Gesellschafterin der Gemeinschaftswerke Hattingen.
In den Jahren 1956 bis 1959 folgte die letzte Erweiterung des Kraftwerks mit 2 Kesselblöcken und 2 Turbosätzen mit je 107 MW auf 373 MW installierte Leistung. 1959 musste aus Mangel an Kühlwasser aus der Ruhr wegen länger anhaltender Trockenheit die Leistung des Kraftwerks zeitweise erheblich reduziert werden. 1960 wurde deshalb ein Kühlturm auf dem Werksgelände gebaut, um von der Wasserführung der Ruhr unabhängiger zu werden. 1970 wurde das Werk von Kohle auf Gas umgerüstet.

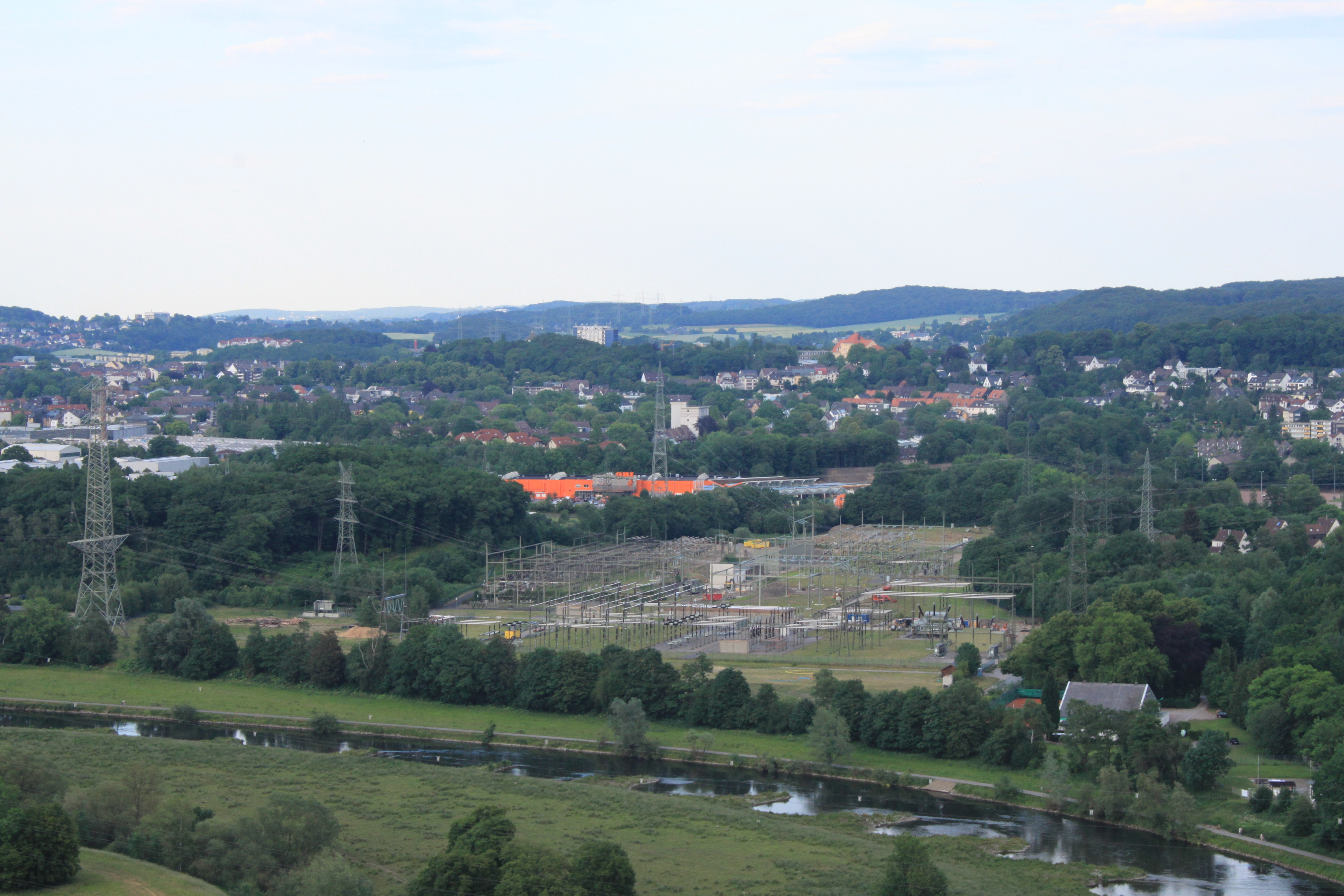
RWE-Umspannwerk in Hattingen, 2011 (Blick vom Isenberg)

## Stilllegung und Abriss
Ab 1978 war eine wirtschaftliche Stromerzeugung wegen gestiegener Energiepreise nicht mehr möglich. Die Kraftwerksanlage wurde 1984 stillgelegt und ab 1985 abgerissen. Auf dem Gelände befindet sich heute eine Umspannanlage der RWE.

## Aktueller Geschäftszweck der Gemeinschaftswerk Hattingen GmbH
Das Gemeinschaftswerk Hattingen bestand als Gesellschaft noch 2020, eingetragen im Handelsregister Essen, und befand sich nach Angaben zum Geschäftsjahr 2012 zu etwa 52 % im Eigentum der RWE Power AG und zu 48 % im Eigentum der Wuppertaler Stadtwerke GmbH. Das Unternehmen ist mit 12 % an der Hochtemperatur-Kernkraftwerk GmbH (HKG) in Hamm beteiligt, deren Geschäftszweck die Herstellung und Aufrechterhaltung des sicheren Einschlusses des  Kernkraftwerks THTR-300 ist.